# Katherine Douglas Smith

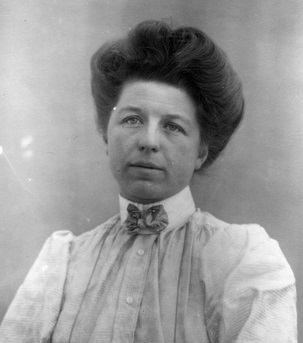
Katherine Douglas Smith, ca. 1910

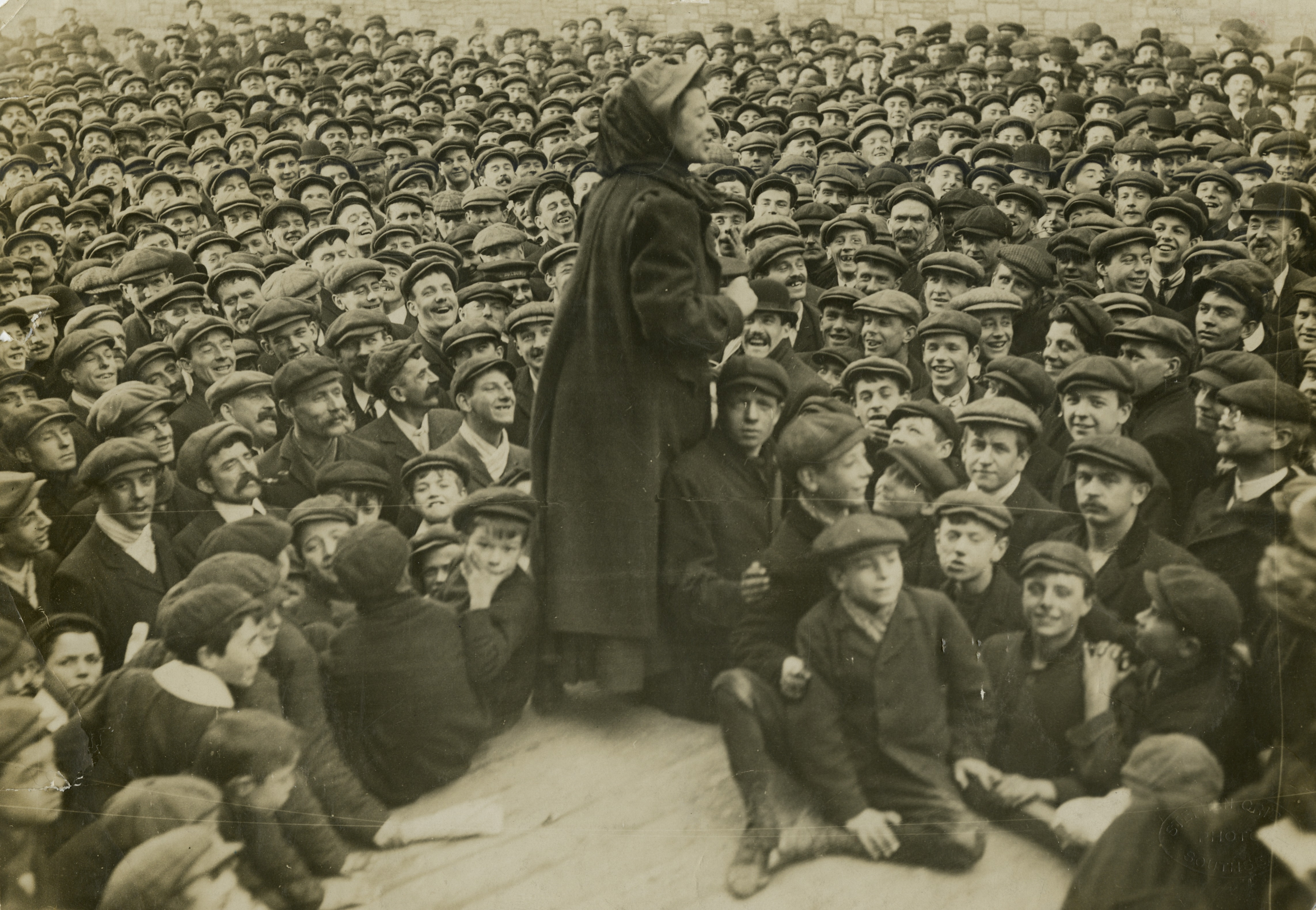
Katherine Douglas Smith spricht zu Fabrikarbeitern in Portsmouth

Katherine Douglas Smith (* 1878; † nach 1947) war eine militante britische Suffragette und ab 1908 eine bezahlte Organisatorin der Women’s Social and Political Union (WSPU).

## Leben
Über das Leben von Douglas Smith ist wenig bekannt. Sie war die Tochter eines Professors für Chirurgie am King’s College London.
Bekannt ist ihr Wirken als aktives Mitglied der Women’s Social and Political Union (WSPU): Im Jahr 1908 führte sie zusammen mit Annie Kenney und Mary Blathwayt Kampagnen in den Küstenstädten im Westen Englands und in Wales durch. Einmal mussten die drei Frauen in Pembrokeshire ein kleines und beengtes Zimmer teilen.
Am 21. Juni 1908 war Douglas Smith eine Hauptrednerin beim Women’s Sunday, einer Großkundgebung der Suffragetten im Hyde Park in London. Es wurden etwa zwanzig Bühnen im Park errichtet, von denen führende Suffragetten Reden hielten. Ebenfalls im Jahr 1908 nahm Douglas Smith an einem Protest im House of Commons in London teil, der von Marion Wallace Dunlop geleitet wurde. 
Im Oktober 1908 organisierten Douglas Smith und Maud Joachim einen einfallsreichen Protest, bei dem sie den Verkehr im West End aufhielten, indem sie auf schwarzen Pferden The Strand entlang ritten und gleichzeitig für ein Suffragetten-Treffen in der Royal Albert Hall warben.
Am 24. Januar 1909 fuhren Douglas Smith und die Suffragetten Irene Dallas und Mary Jane Clarke, die jüngere Schwester von Emmeline Pankhurst, mit einem Taxi nach 10 Downing Street. Da es an diesem Tag bereits eine Demonstration in der Downing Street gegeben hatte, war die Straße von einer Polizeikette abgesperrt. Douglas Smith und Clarke überzeugten die Polizisten, ihr Taxi durch die Absperrung zu lassen, das dann bis zur Tür von Nr. 10 fuhr, wo sie verhaftet wurden. Am 2. Februar 1909 wurde Douglas Smith für einen Monat ins Holloway Prison eingewiesen. Emmeline Pankhurst schrieb an den Journalisten C. P. Scott und äußerte ihre Besorgnis über die Behandlung ihrer Schwester und Douglas Smith durch die Behörden. Kurz darauf besuchte Scott Douglas Smith im Gefängnis. Während ihrer Haft bat die offenbar gebildete Douglas Smith darum, „einen Bleistift oder Stift oder ein Notizbuch benutzen zu dürfen, damit die Studien, die ich hier machen kann – da mir französische, deutsche und Geschichtsbücher erlaubt sind – weitergeführt werden können.“ Sie wurde am 27. Februar 1909 aus dem Gefängnis entlassen, woraufhin sie und andere freigelassene Suffragetten an einem von der WSPU organisierten Feierfrühstück teilnahmen.
Im August 1909 wurde Premierminister H. H. Asquith von Herbert Leon überredet, an einer von ihm organisierten Veranstaltung in seinem Haus in Bletchley Park teilzunehmen, bei der Asquith vor einem Publikum von 2000 Personen sprechen sollte. Für diese Gelegenheit, den Premierminister zu konfrontieren, organisierten die Suffragetten eine mehrtägige Kampagne, die mit seinem Besuch zusammenzufallen sollte. Maud Joachim und Douglas Smith waren die Rednerinnen bei diesem Protest. In der Nacht vor Asquiths Besuch verschafften sich mehrere Suffragetten Zugang zu dem Gelände, wo sie sich in einer Baumplantage in der Nähe des Festzeltes versteckten, in dem Asquith sprechen sollte. Bei seiner Ankunft stürmten die Frauen mit Megaphonen nach vorne und riefen Sätze wie „Wann werden Sie den Frauen Gerechtigkeit widerfahren lassen?“ und eine kettete sich an einen Baum. Gleichzeitig kletterte Douglas Smith, die sich noch draußen befand, über eine Mauer und machte sich auf den Weg zum Festzelt, wobei sie allerdings verfolgt und gefangen genommen wurde.
Am 18. Februar 1910 pflanzte Douglas Smith eine Douglasie im Garten des Eagle House, wo Mitglieder der Suffragettenbewegung eingeladen wurden, Bäume zu pflanzen, um einer Gefängnisstrafe zu gedenken.
Für die Juli-Ausgabe 1911 von Votes for Women schrieb Douglas Smith eine Rezension einer kürzlich erschienenen Biografie über Katharina von Siena, was möglicherweise zeigt, dass sie sich für religiöse Themen interessierte. Als 1911 die Führung von Christabel Pankhurst innerhalb der WSPU kritisiert wurde, schrieb Douglas Smith an die suffragistische Publikation The Freewoman und erklärte: „Alle von uns, die unter diesem Banner dienen, tun dies aus freiem Willen; für uns hat es keine Zwangsrekrutierung gegeben, und wir können jederzeit gehen.“ 1912 war sie eine der Rednerinnen bei einer Suffragetten-Demonstration im Alexandra Park in Ipswich.
Katherine Douglas Smith starb irgendwann nach dem Tod ihrer Freundin Maud Joachim im Jahr 1947. Joachim hatte ihrer Freundin ein Vermächtnis hinterlassen.

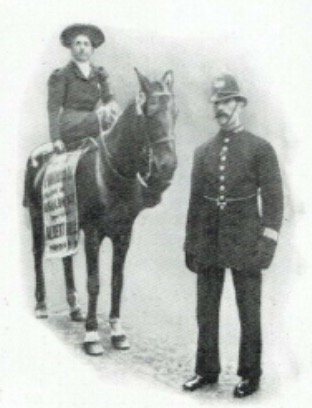
Douglas Smith zu Pferde bei einer Aktion auf The Strand,  The Bystander vom 4. November 1908
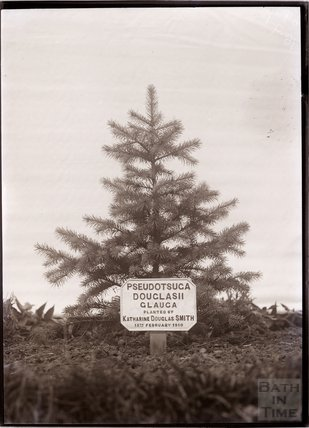
Von Katherine Douglas Smith gesetzter Baum im Garten des Eagle House, 1910